# چارلز کاوندیش-بنتینک
چارلز کاوندیش-بنتینک (انگلیسی: Charles Cavendish-Bentinck؛ ۸ نوامبر ۱۸۱۷ – ۱۷ اوت ۱۸۶۵) کشیش اهل پادشاهی متحد بریتانیای کبیر و ایرلند بود. او همچنین پدر مادربزرگ الیزابت دوم بود.